# آدریان ریوز-جونز
آدریان ریوز-جونز (انگلیسی: Adrian Reeves-Jones؛ زادهٔ ۱۸ اکتبر ۱۹۶۶) بازیکن فوتبال اهل بریتانیا است.
از باشگاه‌هایی که در آن بازی کرده‌است می‌توان به باشگاه فوتبال ایستوود، باشگاه فوتبال پورت ویل، و باشگاه فوتبال لیک تاون اشاره کرد.